# Ferroïne
Ferroïne is een kationisch chelaatcomplex van fenantroline met ijzer. Het ijzerion kan voorkomen in de oxidatietoestand +II en +III; in het laatste geval wordt over ferriine gesproken. Het tegenion is gewoonlijk sulfaat (SO42−).

## Toepassingen
Een oplossing van 1 tot 5% ferroïne in water is een indicator bij redoxtitraties. De omslagpotentiaal bij pH = 7 bedraagt 1,06 volt en de kleur verandert daarbij van rood (Fe2+, ferroïne) naar bleekblauw (Fe3+, ferriine). De indicator wordt onder meer gebruikt bij de bepaling van het chemisch zuurstofverbruik van water. De kleuromslag is dan van groen, ten gevolge van het in de bepaling ontstane {\displaystyle {\ce {Cr^{3+}}}} naar een vuil rood-bruin.